# Départements de la Bolivie

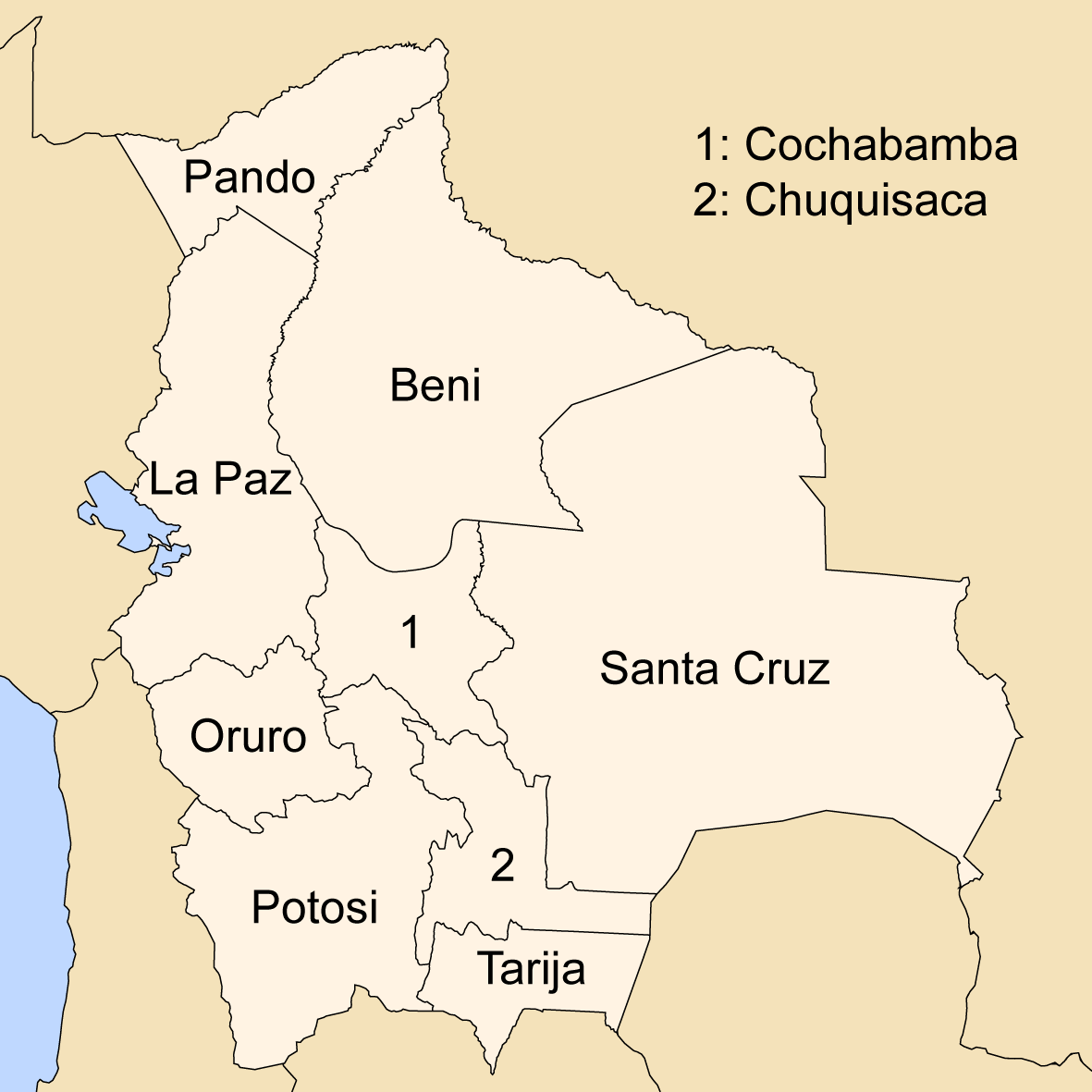
Carte de la Bolivie divisée en 9 départements.

La Bolivie est divisée en neuf départements qui constituent la plus grande entité territoriale du pays. Ceux-ci sont à leur tour subdivisés en provinces.
La Constitution bolivienne de 2009 octroie aux départements une certaine autonomie en ce qui a trait aux pouvoirs exécutif et législatif. Chaque département est dirigé par un gouverneur élu au suffrage universel. 

## Informations générales
| Département de Bolivie | Abréviation | Superficie (km²) | Population (2012) | Nombre de provinces | Capitale                | Altitude de la capitale (m) |
| ---------------------- | ----------- | ---------------- | ----------------- | ------------------- | ----------------------- | --------------------------- |
| Beni                   | BO-B        | 213 564          | 422 008           | 8                   | Trinidad                | 236                         |
| Chuquisaca             | BO-H        | 51 524           | 581 347           | 10                  | Sucre                   | 2 790                       |
| Cochabamba             | BO-C        | 55 631           | 1 762 761         | 16                  | Cochabamba              | 2 558                       |
| La Paz                 | BO-L        | 133 985          | 2 719 344         | 20                  | La Paz                  | 3 640                       |
| Oruro                  | BO-O        | 53 588           | 494 587           | 16                  | Oruro                   | 3 709                       |
| Pando                  | BO-N        | 63 827           | 110 436           | 5                   | Cobija                  | 221                         |
| Potosí                 | BO-P        | 118 218          | 828 093           | 16                  | Potosí                  | 4 070                       |
| Santa Cruz             | BO-S        | 370 621          | 2 657 762         | 15                  | Santa Cruz de la Sierra | 416                         |
| Tarija                 | BO-T        | 37 623           | 483 518           | 6                   | Tarija                  | 1 866                       |